# Tar Heel
Tar Heel är ett smeknamn tillämpas på den amerikanska staten North Carolina. Det är också smeknamnet på idrottslag, studenter, alumner och fans från University of North Carolina.
Ursprunget till smeknamnet Tar Heel spåras till North Carolina framträdande i mitten av 1700- och 1800-talen som producent av terpentin, kåda, tjära och andra material från statens rikliga tallar. "Tar Heel" (och även "Rosin Heel") var ofta smeknamnet på de fattiga vita arbetarna som arbetade för att producera tjära, kåda och terpentin. Smeknamnet omfamnades av soldater från North Carolina under det amerikanska inbördeskriget och växte i popularitet som ett smeknamn för staten och dess medborgare efter kriget.

## Termens historia

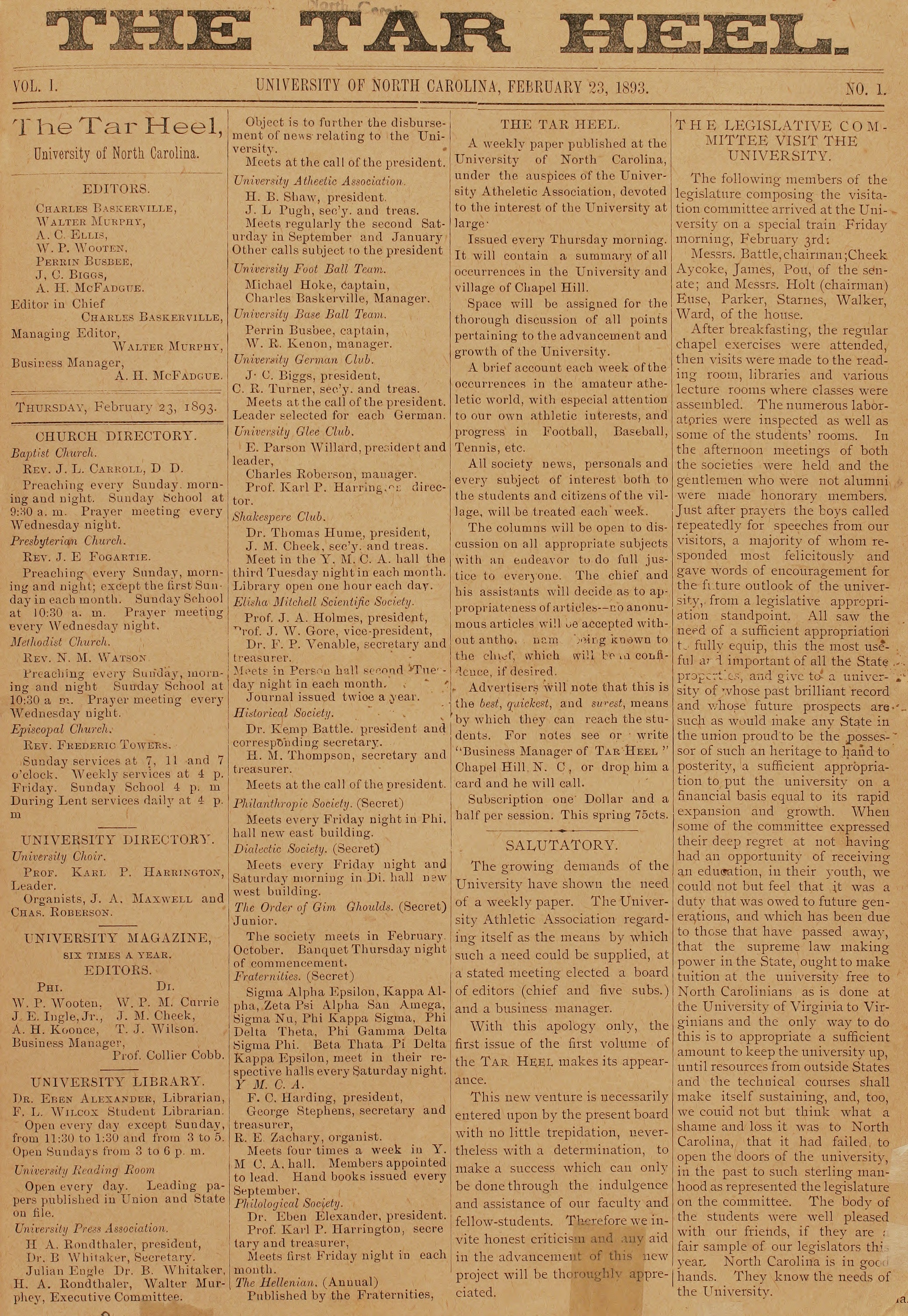
Första sidan av den första utgåvan av The Tar Heel, publicerad 23 februari 1893. Tidningen döptes senare om till The Daily Tar Heel.

Under sina tidiga år som en koloni blev North Carolina en viktig producent av bland annat tjära och terpentin, särskilt för den amerikanska flottan. Tjära och kåda användes till stor del för att måla skrovet på träfartyg, både för att försegla fartygen och för att förhindra skeppsmaskar från att skada skroven. Tjära skapades genom att stapla upp tallstammar och bränna dem tills het olja sipprade ut från en pip.
Hugh Lefler och Albert Newsome hävdar i North Carolina: History of a Southern State (3:e upplagan, 1973) att North Carolina var världsledande i produktion av detta från omkring 1720 till 1870. När inbördeskriget började 1861 hade North Carolina mer än 1600 terpentindestillerier, två tredjedelar av all terpentin i USA kom från North Carolina och hälften kom från Bladen och New Hannover.

## Fortsatt läsning
- Michael W. Taylor: Tar Heels: How North Carolinians got their nickname. Division of Archives and History, North Carolina Dept. of Cultural Resources 1999, ISBN 0-86526-288-8